# 竹林の七賢

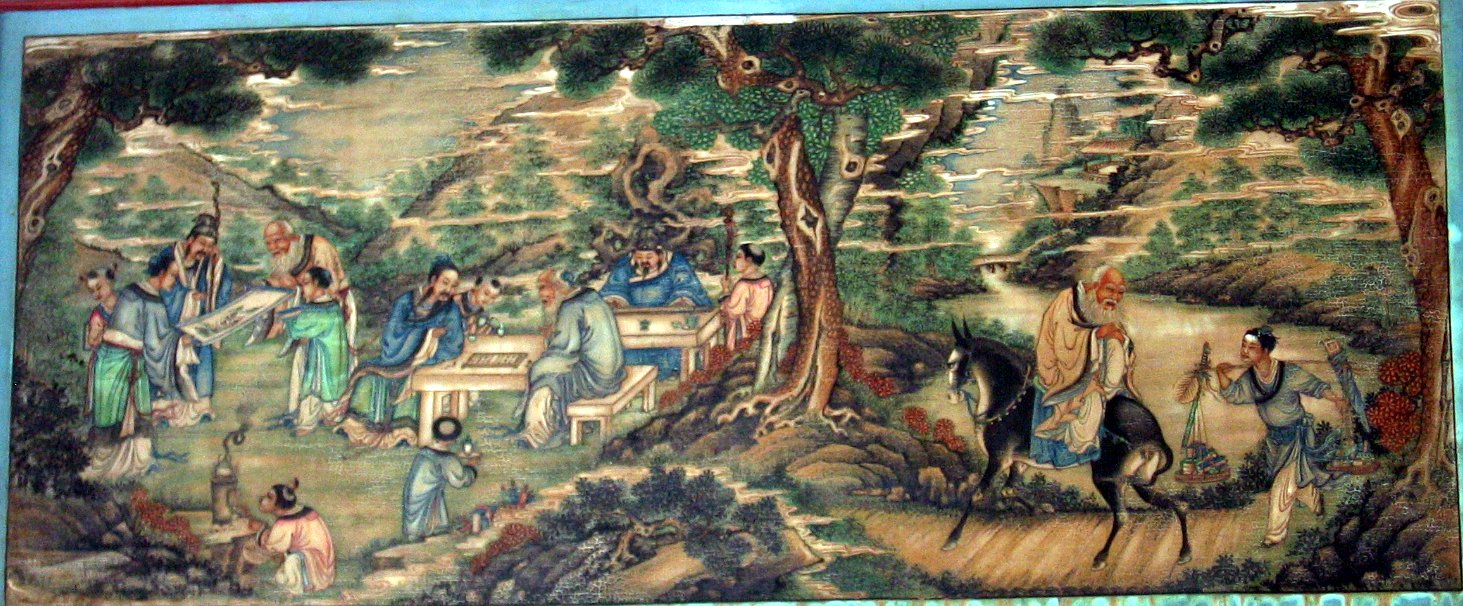
竹林の七賢を題材にした後世の絵画

竹林の七賢（ちくりんのしちけん）とは、3世紀の中国三国時代末期および晋代初期に老荘思想を主張し、清談を行った七人の思想家の総称である。

## 故事
- 阮籍（げんせき）
- 嵆康（けいこう）
- 山濤（さんとう）
- 劉伶（りゅうれい）
- 阮咸（げんかん）
- 向秀（しょうしゅう）
- 王戎（おうじゅう）

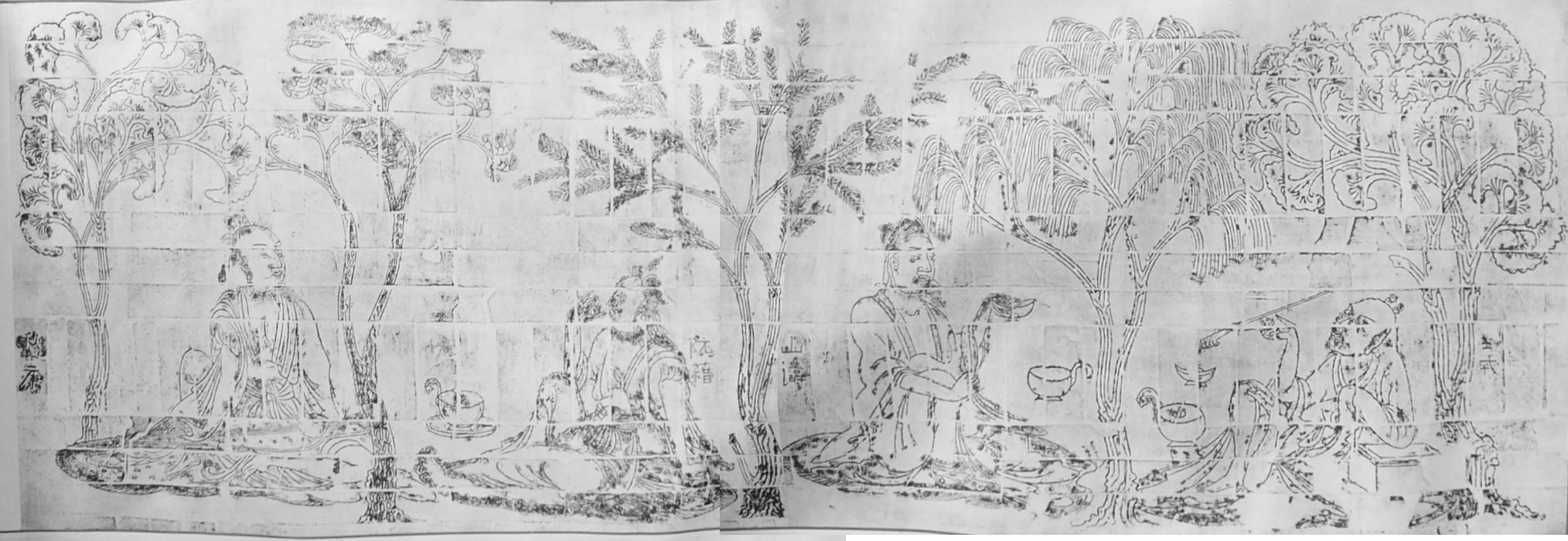
竹林の七賢と栄啓期 南京市西善橋宫山北麓，東晋晚期-南朝劉宋帝王陵墓レリーフ拓本

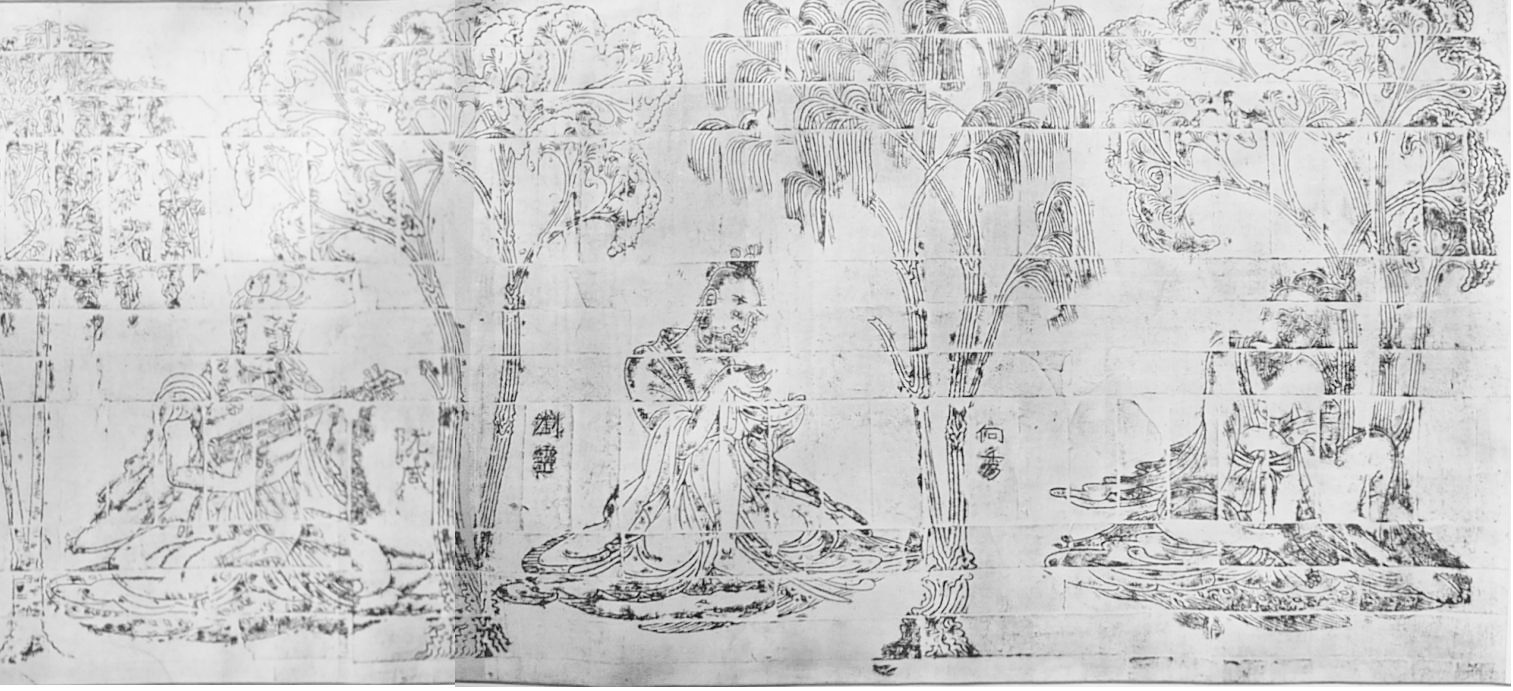
竹林の七賢 レリーフ拓本

阮籍が指導的存在である。その自由奔放な言動は『世説新語』に記されており、後世の人々から敬愛されている。7人が一堂に会したことはないらしく、4世紀頃からそう呼ばれるようになったとされる。隠者と言われることがあるが、多くは役職について（つかされて）おり、司馬氏との縁戚関係であるものも少なくなく特に山濤と王戎は三公にまで登っている。日本では竹林の七賢というと、ファンタジー的で現実離れしたお気楽な発言をする者の代名詞となっているが、当時の陰惨な状況では奔放な言動は死の危険があり、事実、嵆康は鍾会の讒言によって陥れられ、死刑に処せられている。彼らの俗世から超越した言動は、悪意と偽善に満ちた社会に対する慷慨（憤り）と、その意図の韜晦（目くらまし）であり、当時の知識人の精一杯で命がけの批判表明と賞される。
魏から晋の時代には老荘思想に基づき、俗世から超越した談論を行う清談が流行した。『世説新語』には彼ら以外の多くの人物についても記されているが、彼ら以後は社会に対する慷慨の気分は薄れ、詩文も華美な方向に流れた。

## 関連作品
- 「竹林七賢」 王順鎮著 實學社（台湾）